# Salas de cine en México
Este anexo alude a las salas de cine en México, de las que hay un total de 6,742 complejos, según un estudio realizado en el 2017 por la Dirección General de Análisis Legislativo del Instituto Belisario Domínguez del Senado de la República, después de China (50 mil 776), Estados Unidos (40 mil 431) e India (8 mil 455) y por encima de Francia, Rusia, Alemania, Reino Unido, Italia y Japón. El documento, titulado "15 de agosto. Día Nacional del Cine Mexicano", reveló que ese mismo año México ocupó el décimo lugar mundial por los ingresos por taquilla (862 millones de dólares, equivalentes a 16 mil 661 millones de pesos), lo que representa un incremento de 9.2 por ciento respecto al 2016, cuando se alcanzaron 15 mil 254 millones de pesos..

## Ligas externas
- Publicación del Senado sobre el Día Nacional del Cine Mexicano

- Datos: Q85877430